# Francesco Salvolini
Francesco Salvolini, né le 9 mars 1809 à Faenza et mort le 24 février 1838 à Paris, est un orientaliste et égyptologue italien. Spécialiste des hiéroglyphes de l'Égypte antique,il a travaillé avec Jean-François Champollion sur le déchiffrage des hiéroglyphes vers la fin de la vie de ce dernier. Il est connu pour avoir été en possession de certains manuscrits de Champollion et pour les avoir utilisés comme base pour ses propres publications ultérieures sur le sujet, revendiquant le travail comme le sien.

## Biographie
Né à Faenza en 1809, d’une famille honorable, Francesco Salvolini fait ses premières études à Bologne et s’occupe de bonne heure, sous la direction du célèbre Mezzofanti, de la littérature orientale. Ses progrès sont rapides, et il explique avec beaucoup de succès les hiéroglyphes. Ses publications sur cette matière lui acquirent une réputation  appréciée par les savants de tous les pays. Salvolini, venu à Paris, y poursuit avec ardeur le cours de ses recherches, mais cette ardeur lui devient funeste. Atteint d’une maladie de poitrine, il succombe en 1838, à peine âgé de 29 ans. Les manuscrits de Champollion furent retrouvés dans ses papiers.

## Œuvres
- Des principales expressions qui servent à la notation des dates sur les monuments de l’ancienne Égypte, d’après l’inscription de Rosette ; lettres à M. l’abbé C. Gazzera, Paris, 1832, in-8° ;
- Campagnes de Ramsès le Grand (Sésostris) contre les Schéta et leurs alliés ; manuscrit hiératique égyptien appartenant à M. Sallier, à Aix-en-Provence. Notice sur ce manuscrit. Paris, 1835, in-8°, avec pl. ;
- Analyse grammaticale raisonnée de différents textes anciens égyptiens, Paris, 1836, in-4°, avec un cahier de planches. C’est la première partie d’un ouvrage qui devait en avoir quatre et contenir douze cents pages et deux cents planches. La mort prématurée du jeune savant a malheureusement empêché de compléter cet important travail, qui aurait placé l’auteur au rang des premiers orientalistes de l’Europe. Mais, tout incomplète qu’elle est, cette Analyse fixa l’attention des savants. Le docteur Conrad Leemans, entre autres, premier conservateur du musée des antiques des Pays-Bas, publia à son occasion (Leyde et Paris, 1839, in-8°) une Lettre adressée à Salvolini sur les monuments égyptiens portant des légendes royales dans les musées des antiques de Leyde, de Londres et dans quelques collections particulières en Angleterre, avec des observations concernant l’histoire, la chronologie et la langue hiéroglyphique des Égyptiens, et un appendice sur les mesures de ce peuple.